# Liste des unités de support aérien de l'United States Marine Corps
Voici une liste des unités de support aérien de l'United States Marine Corps ainsi que d'autres unités, triées par type. 

## Unités actives

### Escadrons du quartier général de l'escadre des Marines
L'escadron de quartier général de l'escadre des Marines (MWHS) fournit un soutien administratif et d'approvisionnement pour le quartier général de l'escadre des aéronefs marins (MAW HQ). Le MAW HQ est une organisation distincte qui dirige et coordonne les opérations du MAW (Marine Aircraft Wing, composante aérienne du corps des Marines). Le QG MAW comprend le commandant d'escadre (général commandant) et le commandant d'escadre adjoint, leurs états-majors personnels (aides de camp, chauffeurs, etc.) et le chef d'état-major, les divisions de l'état-major (G-1 à G-6 ) et les services spéciaux du personnel (officier des affaires publiques, inspecteur d'escadre, juge-avocat du personnel, médecin-chef d'escadre et aumônier d'escadre). Le commandant de l'escadre commande le MAW à partir de son poste de commandement opérationnel situé dans le Tactical Air Command Center (TACC) maintenu par le Marine Tactical Air Command Squadron (MTACS). 
| Nom de l'escadron | Insigne | Surnom                       | Date de mise en service | Commandement supérieur | Garnison                            |
| ----------------- | ------- | ---------------------------- | ----------------------- | ---------------------- | ----------------------------------- |
| MWHS-1            |         | America's Finest             | 7 juillet 1941          | 1st MAW                | Camp Foster, Okinawa, Japon         |
| MWHS-2            |         | Le Deuce <br/> Œil de vipère | 31 décembre 1955        | 2nd MAW                | MCAS Cherry Point, Caroline du Nord |
| MWHS-3            |         | Eagles                       | 10 novembre 1942        | 3rd MAW                | MCAS Miramar, Californie            |
| MWHS-4            |         |                              |                         | 4th MAW                | La Nouvelle-Orléans, LA             |

### Escadrons de logistique de l'aviation des Marines
L'escadron de logistique de l'aviation des Marines (MALS) fournit un soutien direct de la maintenance des aéronefs intermédiaires, de l'approvisionnement et des munitions aux escadrons d'aéronefs d'un groupe d'aéronefs marins. Un MALS est capable de prendre en charge plusieurs types d'aéronefs, ainsi que de fournir des détachements pour les éléments de combat aérien d'un MEB ou MEU. 

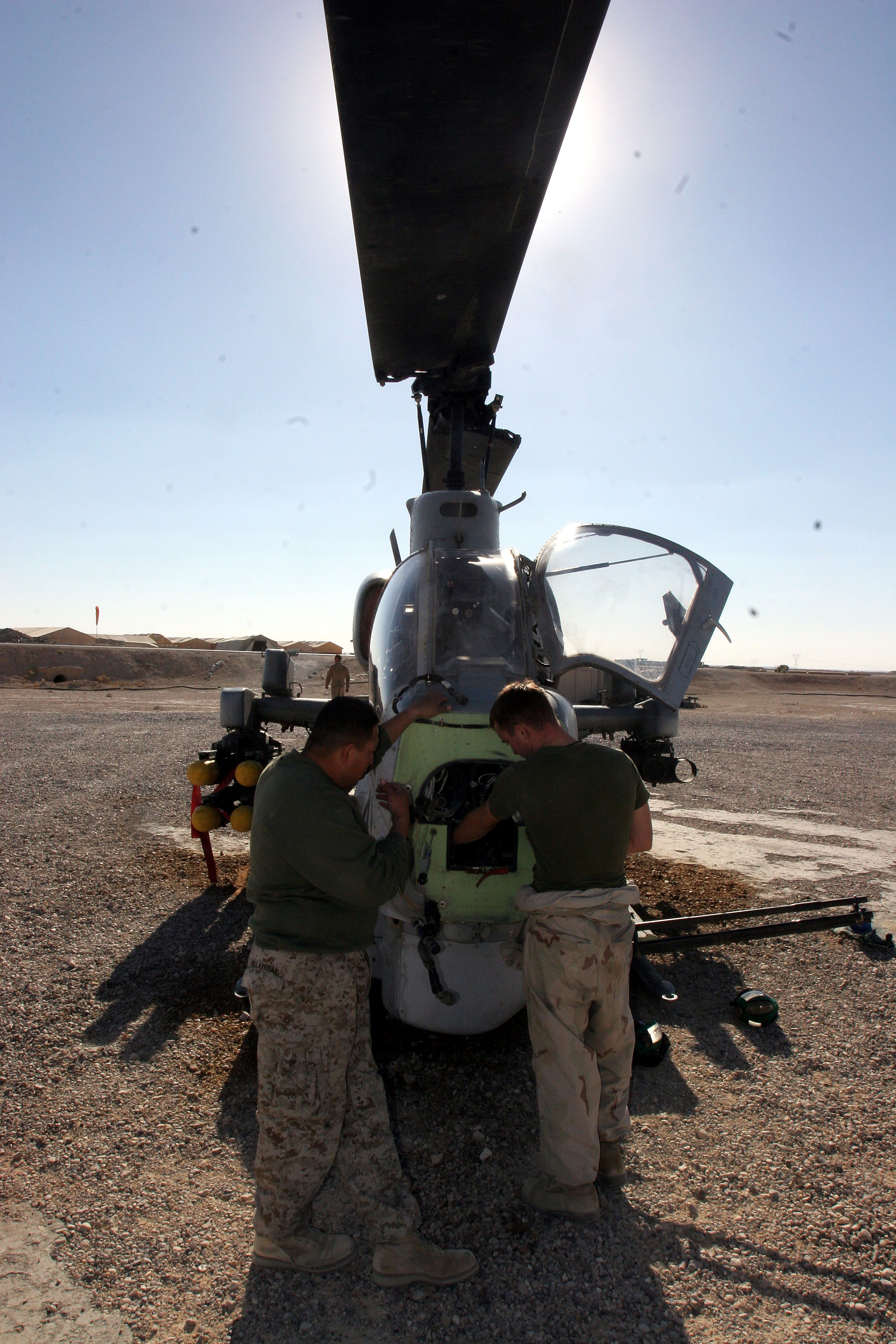
Les Marines réparent les systèmes d'armes

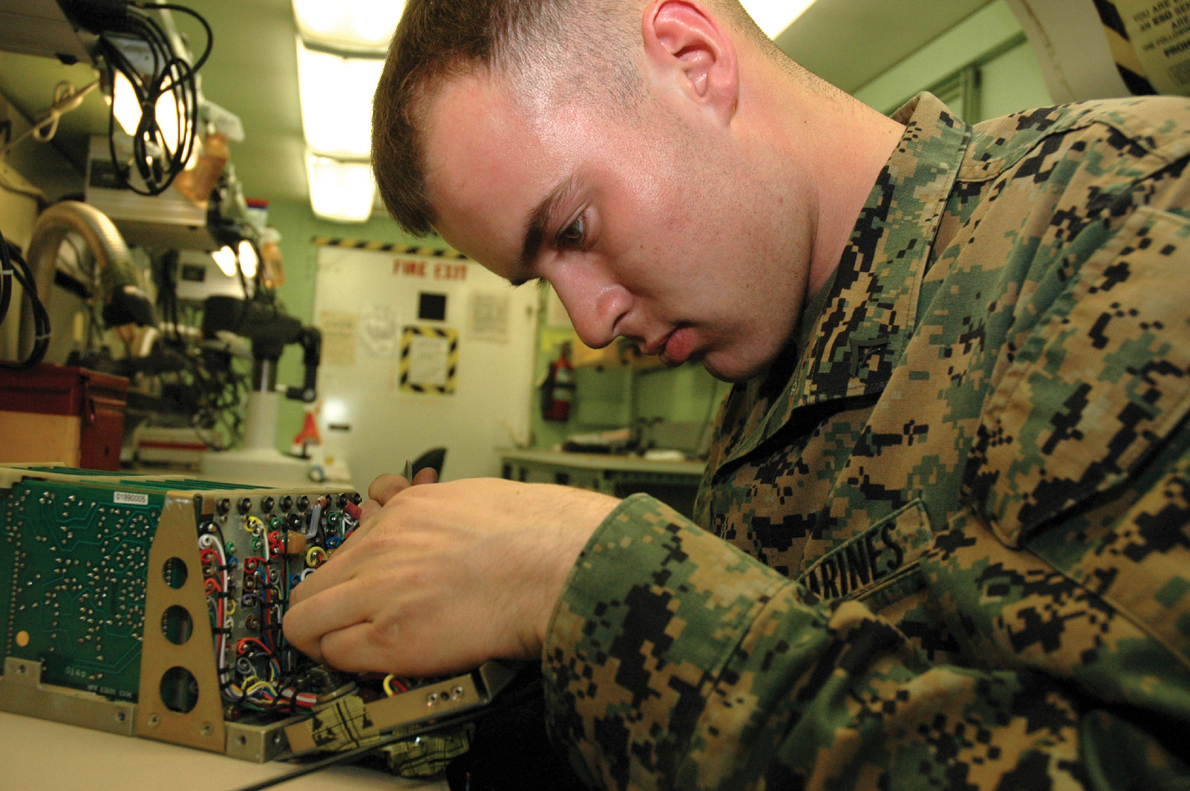
Réparations d'un système d'avionique

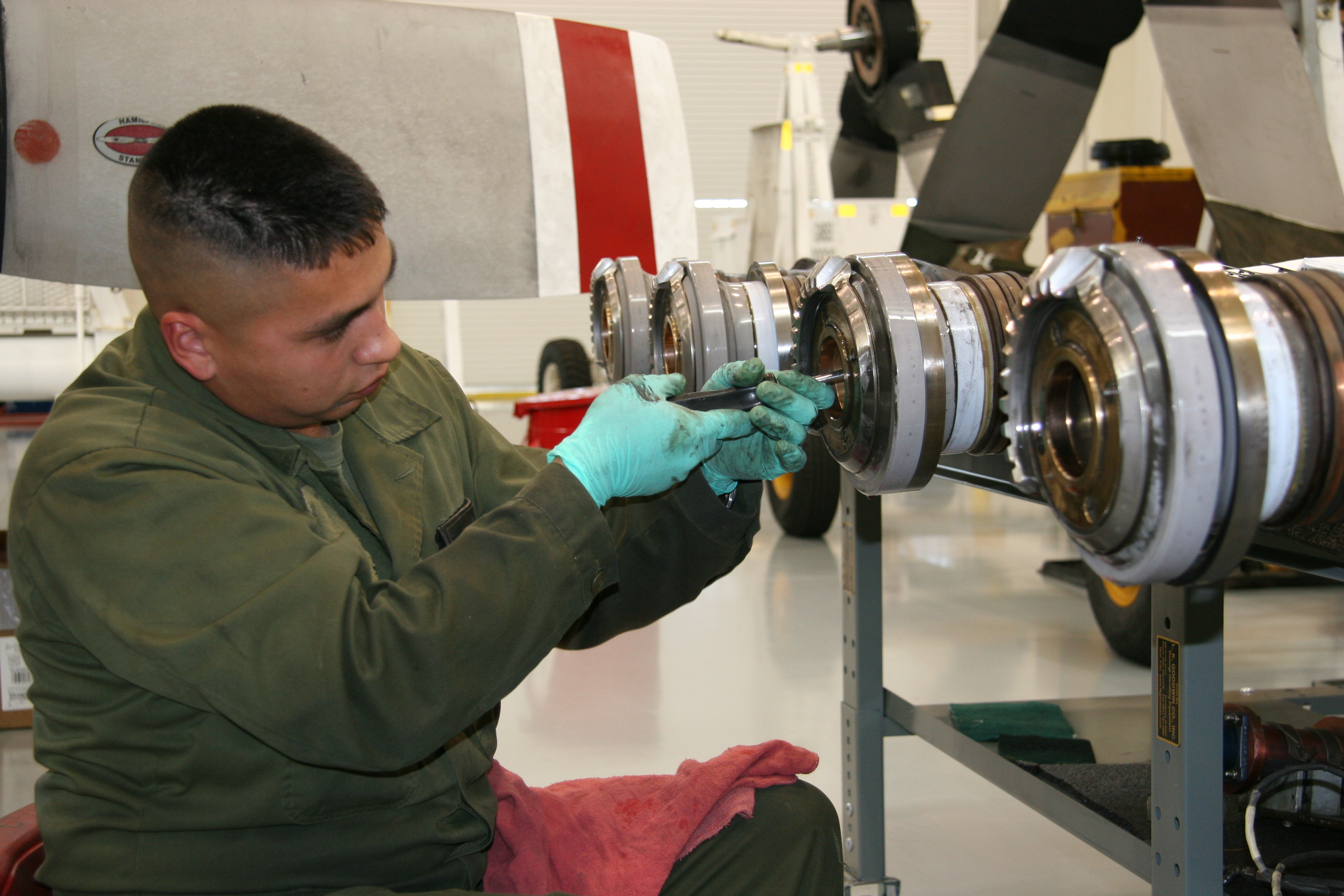
Réparation d'hélice

| Nom de l'escadron | Insigne | Surnom       | Date de mise en service | Commandement supérieur | Garnison                            |
| ----------------- | ------- | ------------ | ----------------------- | ---------------------- | ----------------------------------- |
| MALS-11           |         | Devilfish    | Décembre 1921           | MAG-11, 3e MAW         | MCAS Miramar, Californie            |
| MALS-12           |         | Marauders    | 1 mars 1942             | MAG-12, 1er MAW        | MCAS Iwakuni, Japon                 |
| MALS-13           |         | Black Widows | 1 mars 1942             | MAG-13, 3e MAW         | MCAS Yuma, AZ                       |
| MALS-14           |         | Dragons      | 30 septembre 1988       | MAG-14, 2e MAW         | MCAS Cherry Point, Caroline du Nord |
| MALS-16           |         | Immortals    | 1er mars 1952           | MAG-16, 3e MAW         | MCAS Miramar, Californie            |
| MALS-24           |         | Warriors     | 1 mars 1942             | MAG-24, 1er MAW        | MCAF Kaneohe Bay, HI                |
| MALS-26           |         | Patriots     | 16 juin 1952            | MAG-26, 2e MAW         | MCAS New River, Caroline du Nord    |
| MALS-29           |         | Wolverines   | 1 mai 1972              | MAG-29, 2e MAW         | MCAS New River, Caroline du Nord    |
| MALS-31           |         | Stingers     | 1 février 1943          | MAG-31, 2e MAW         | MCAS Beaufort, SC                   |
| MALS-36           |         | Bladerunner  | Juin 1952               | MAG-36, 1er MAW        | MCAS Futenma, Okinawa, Japon        |
| MALS-39           |         | Hellhounds   | 1 mars 1942             | MAG-39, 3e MAW         | MCAS Camp Pendleton, Californie     |
| MALS-41           |         | Wranglers    | 1 janvier 1943          | MAG-41, 4e MAW         | NASJRB Fort Worth, TX               |
| MALS-42           |         | War Hammers  | 18 juin 1992            | MAG-42, 4e MAW         | NAS Atlanta, GA                     |
| MALS-49           |         | Magicians    | 1er juillet 1969        | MAG-49, 4e MAW         | Stewart ANGB, NY                    |

### Escadrons de contrôle aérien des Marines
Le MACS est responsable du contrôle du trafic aérien et exploite le Centre tactique des opérations aériennes (TAOC), qui dirige la guerre antiaérienne (y compris les armes antiaériennes au sol), le système d'alerte et de contrôle d'interception, la surveillance aérienne, le contrôle radar et la gestion de l'espace aérien. 

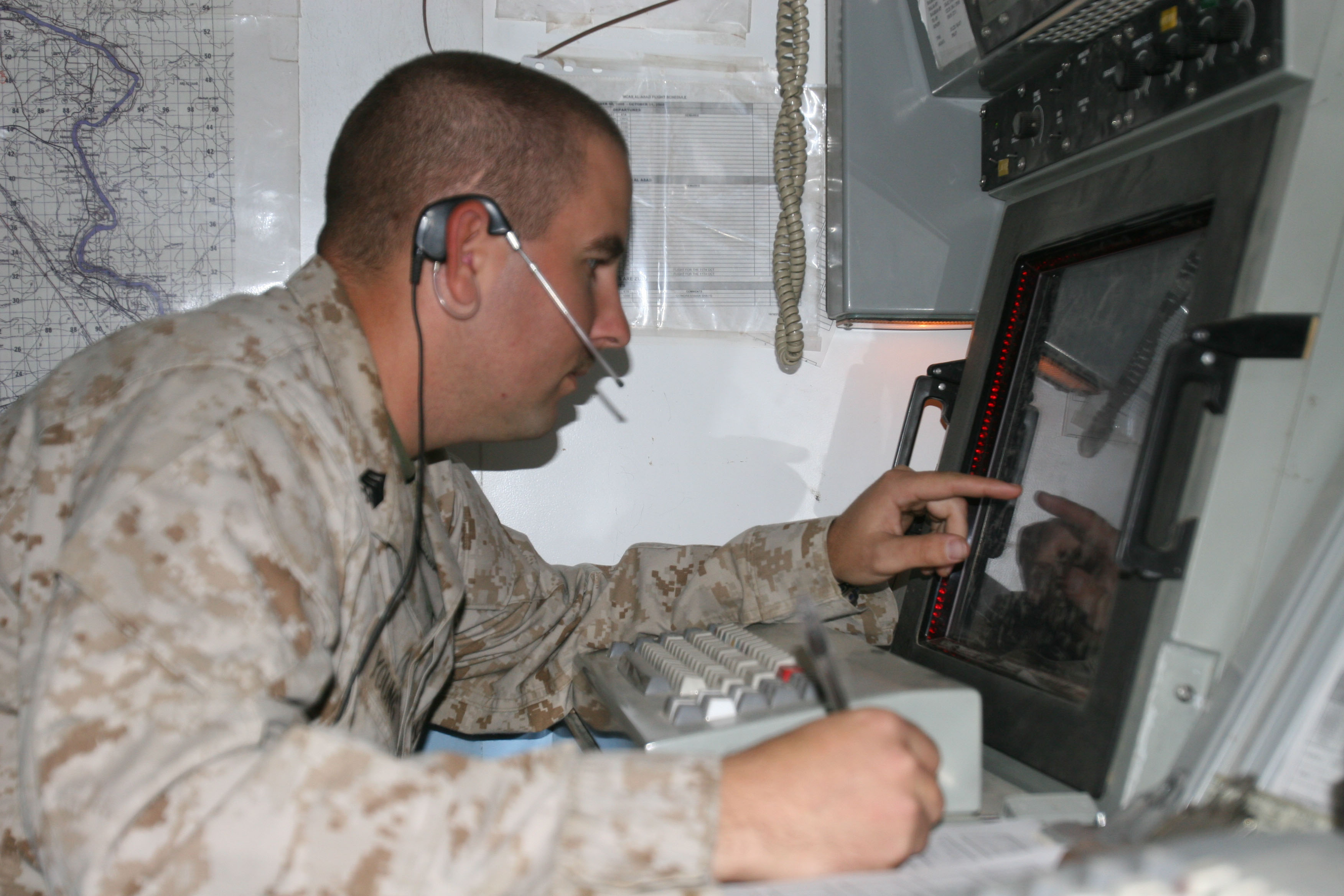
Contrôleur de la circulation aérienne au travail

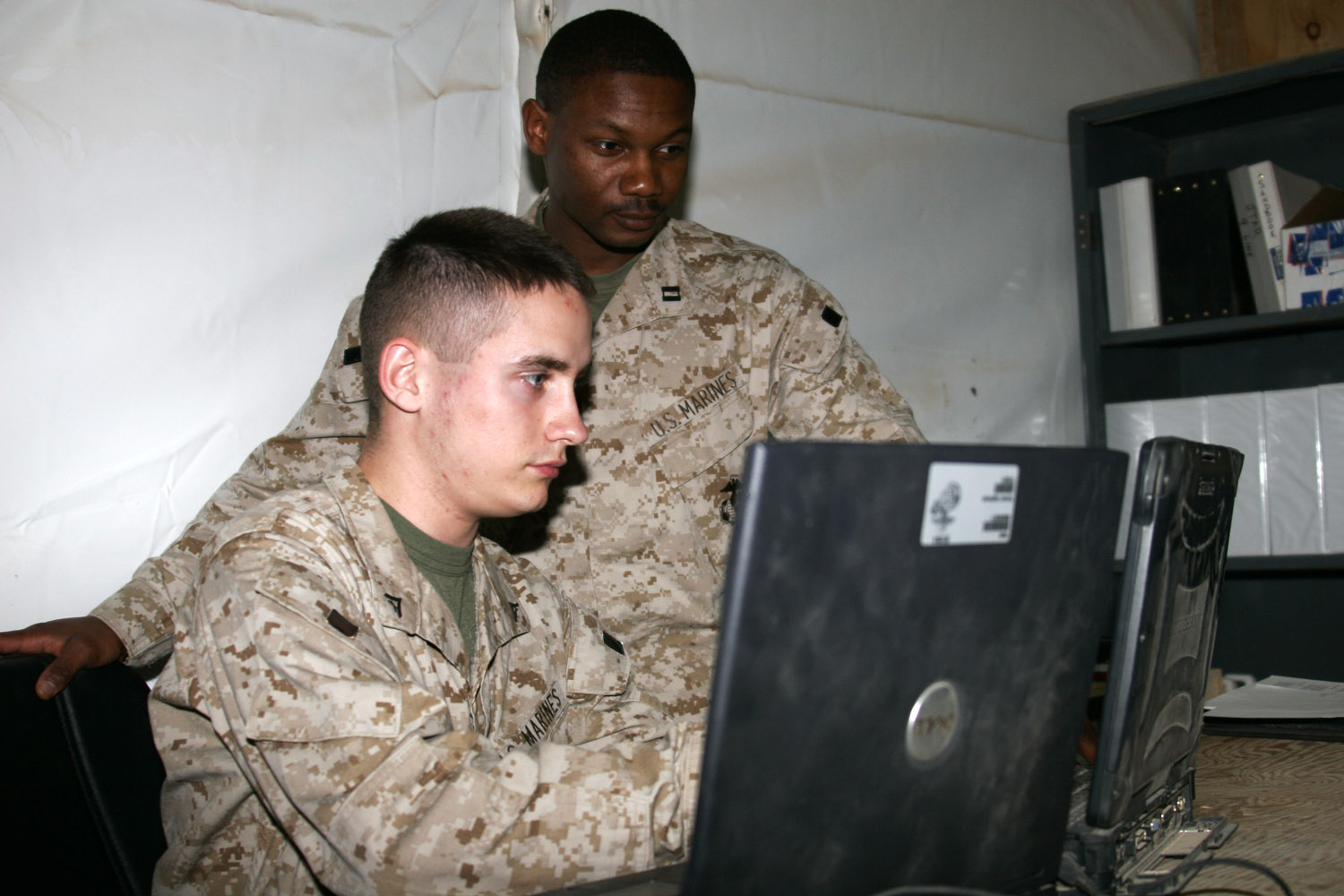
Des Marines maintiennent le réseau d'information

| Nom de l'escadron | Insigne | Surnom            | Date de mise en service | Commandement supérieur | Garnison                            |
| ----------------- | ------- | ----------------- | ----------------------- | ---------------------- | ----------------------------------- |
| MACS-1            |         | Falconers         | 1er septembre 1943      | MACG-38, 3e MAW        | MCAS Yuma, AZ                       |
| MACS-2            |         | Pacific Vagabonds | 1er avril 1944          | MACG-28, 2e MAW        | MCAS Cherry Point, Caroline du Nord |
| MACS-4            |         | Vice Squad        | 5 mai 1944              | MACG-18, 1er MAW       | MCAS Futenma, Okinawa, Japon        |
| MACS-24           |         | Eyes of the MAGTF | 15 octobre 1949         | MACG-48, 4e MAW        | Virginia Beach, Virginie            |

### Escadrons de soutien aérien des Marines
Les MASS fournissent le Centre de soutien aérien direct (DASC) qui contrôle et coordonne les opérations des avions tactiques qui soutient directement les forces terrestres. Ils sont responsables du traitement des demandes immédiates (par ex. Close Air Support, CASEVAC et Assault Support), intègrent et surveillent l'appui-feu indirect (par exemple, l'artillerie et les mortiers) avec les ressources aéronautiques, gèrent le contrôle aérien avancé et contrôlent les aéronefs de manière. 
| Nom de l'escadron | Insigne | Surnom            | Date de mise en service | Commandement supérieur | Garnison                            |
| ----------------- | ------- | ----------------- | ----------------------- | ---------------------- | ----------------------------------- |
| MASS-1            |         | Chieftain         | 25 juin 1943            | MACG-28, 2e MAW        | MCAS Cherry Point, Caroline du Nord |
| MASS-2            |         | Pacific Vagabonds | 1er janvier 1943        | MACG-18, 1er MAW       | MCAS Futenma, Okinawa, Japon        |
| MASS-3            |         | Blacklist         | 3 août 1950             | MACG-38, 3e MAW        | MCAS Camp Pendleton, Californie     |
| MASS-6            |         | Lighthouse        | 15 mai 1947             | MACG-48, 4e MAW        | MCAS Miramar, Californie            |

### Escadrons de commandement aérien tactique des Marines

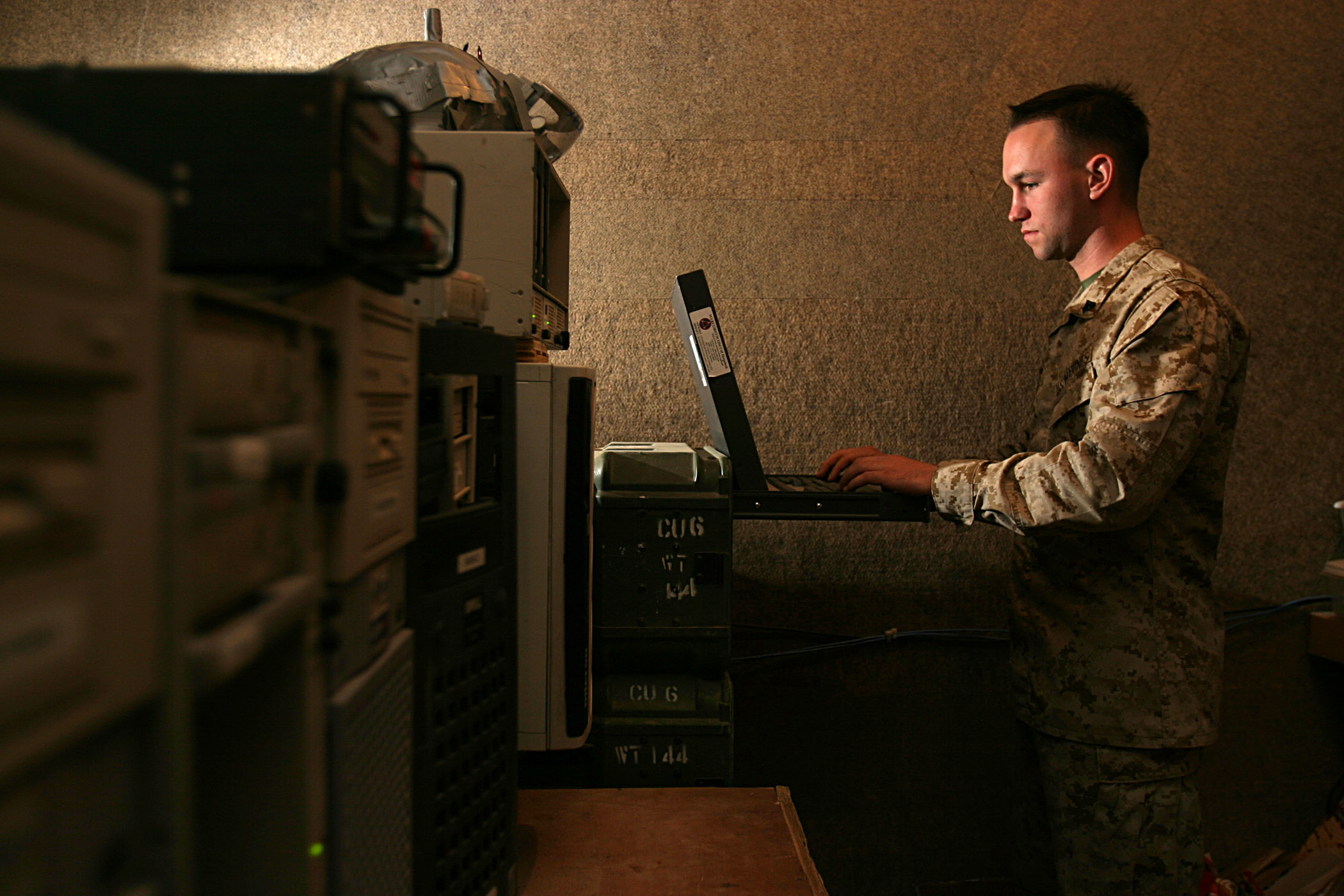
Marine interagit avec le Global Command and Control System.

Le MTACS fournit au commandant de l'ACE les fonctions de commandement et de contrôle nécessaires à la mission aéronautique. Ils établissent un centre de commandement aérien tactique (TACC), qui est le poste de commandement opérationnel de la Marine Aircraft Wing (MAW), à partir duquel le commandant de l'escadre et son état-major commandent la bataille aérienne tactique, y compris le soutien aérien tactique fourni aux forces terrestres (dirigé depuis le DASC dans le MASS) et la défense aérienne tactique (dirigée par le TAOC dans le MACS). 
| Nom de l'escadron | Insigne | Surnom         | Date de mise en service | Commandement supérieur | Garnison                            |
| ----------------- | ------- | -------------- | ----------------------- | ---------------------- | ----------------------------------- |
| MTACS-18          |         |                | 1er septembre 1967      | MACG-18, 1er MAW       | MCAS Futenma, Okinawa, Japon        |
| MTACS-28          |         | Olympiens      | 1er octobre 1947        | MACG-28, 2e MAW        | MCAS Cherry Point, Caroline du Nord |
| MTACS-38          |         | Poulets de feu | 1er septembre 1967      | MACG-38, 3e MAW        | MCAS Miramar, Californie            |
| MTACS-48          |         |                | 1er septembre 1967      | MACG-48, 4e MAW        | NS Great Lakes, IL                  |

### Escadrons de communications de l'escadre des Marines

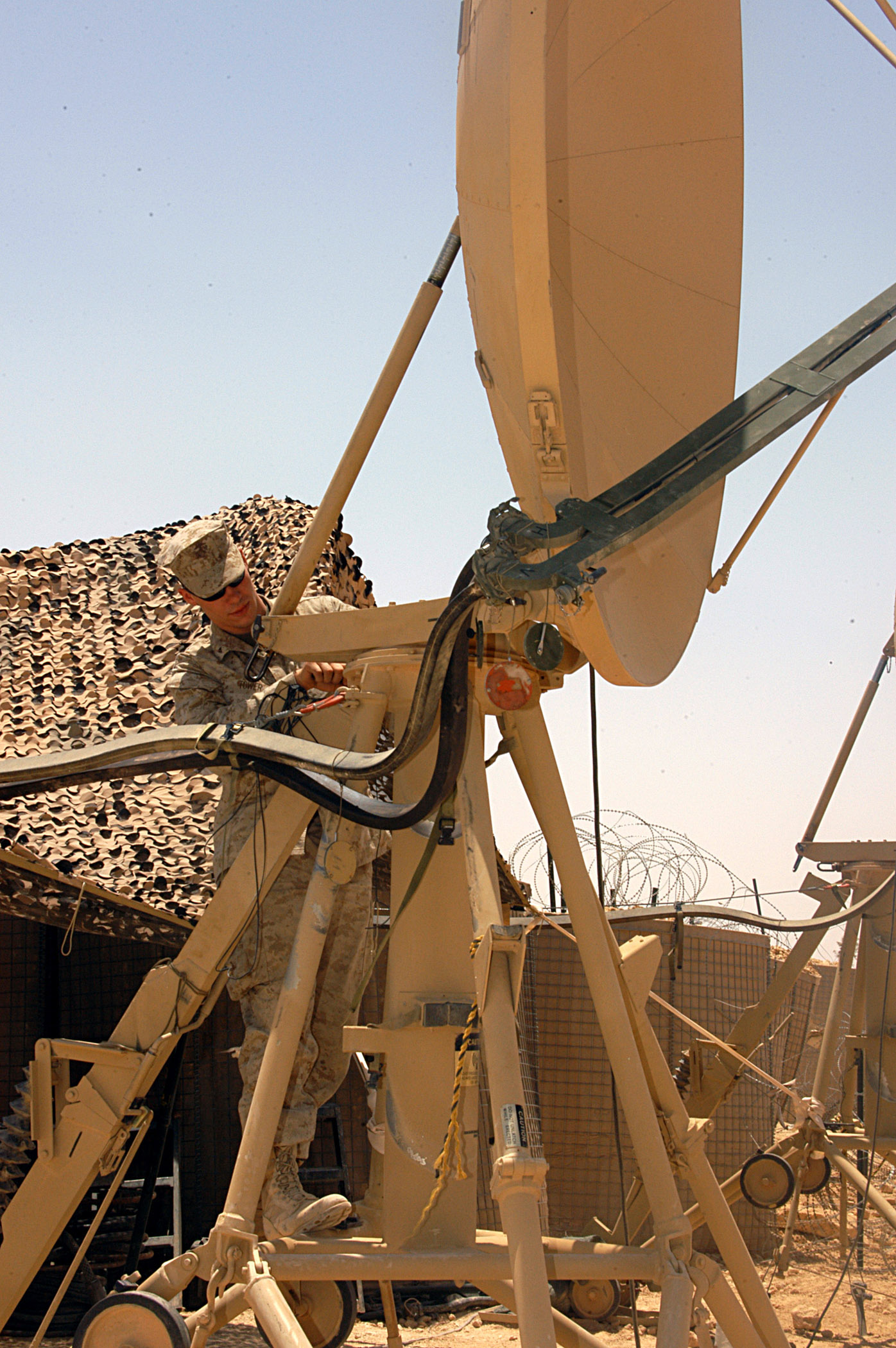
Un Marine ajuste l'antenne pour AN / TRC-170

Les MWCS fournissent tous les moyens de communication pour l'ACE, y compris la radio, le satellite, le câble et la transmission des données. 
| Nom de l'escadron | Insigne | Surnom                          | Date de mise en service | Commandement supérieur | Garnison                            |
| ----------------- | ------- | ------------------------------- | ----------------------- | ---------------------- | ----------------------------------- |
| MWCS-18           |         | Des guerriers de fond en comble | 1er septembre 1967      | MACG-18, 1er MAW       | MCAS Futenma, Okinawa, Japon        |
| MWCS-28           |         | Spartiates                      | 1er septembre 1967      | MACG-28, 2e MAW        | MCAS Cherry Point, Caroline du Nord |
| MWCS-38           |         | Red Lightning                   | 1er septembre 1967      | MACG-38, 3e MAW        | MCAS Miramar, Californie            |
| MWCS-48           |         | Rugissement du corps            | 10 avril 1952           | MACG-48, 4e MAW        | NS Great Lakes, IL                  |

### Bataillons de défense aérienne de basse altitude

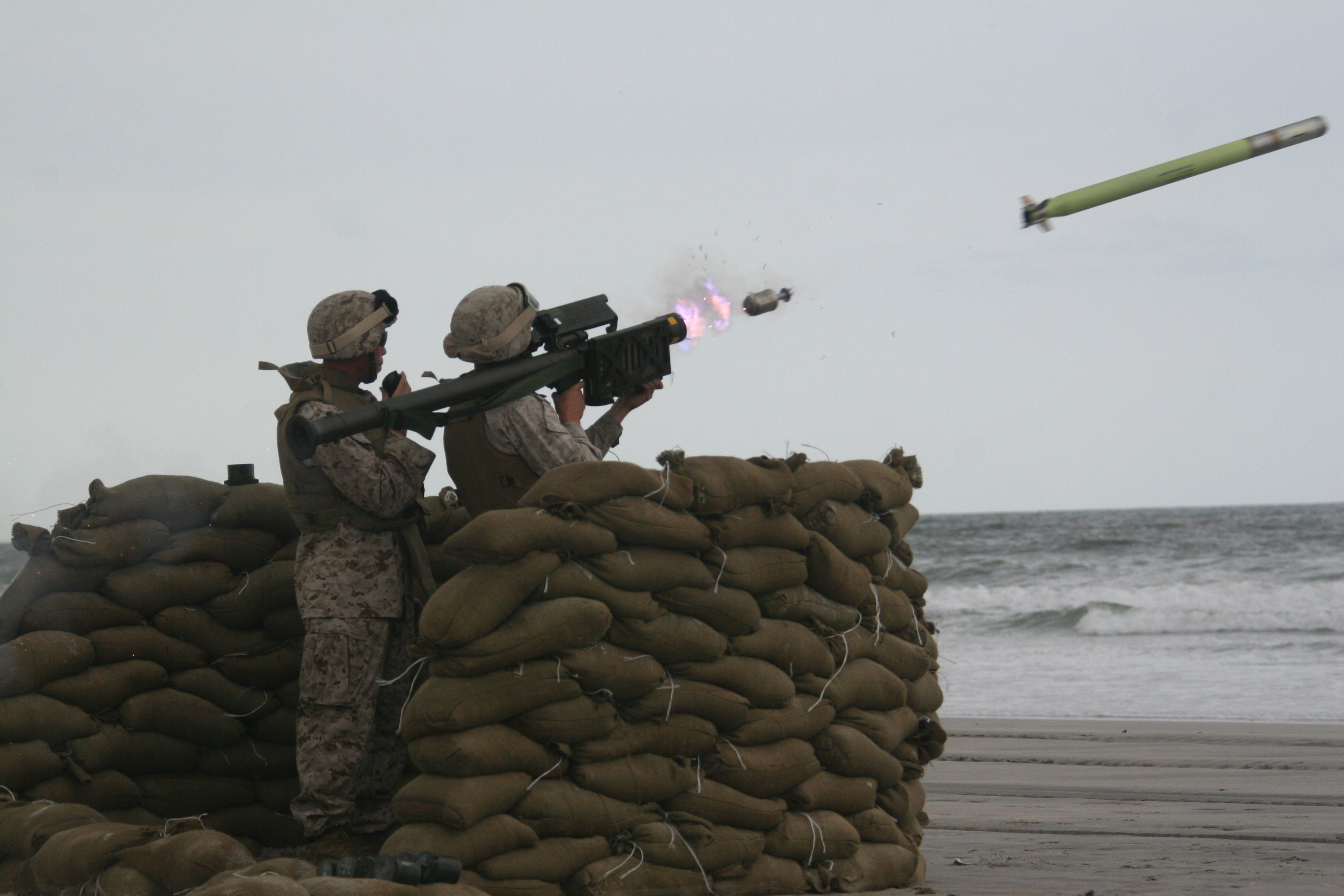
Les Marines d'un LAAD tirent un Stinger FIM-92

Les bataillons LAAD sont chargés de la protection rapprochée anti-aérienne des unités dans la zone d'opération, avec une mission secondaire de sécurité terrestre locale pour les éléments ACE. Ils sont armés d'armes sol-air, ainsi que d'équipements d'alerte précoce et de détection. Actuellement, les bataillons LAAD sont équipés du FIM-92 Stinger, d'un missile sol-air portable et de la mitrailleuse M2 .50 cal. Le M1097 Avenger équipé d'un missile HMMWV a été retiré des forces des Marines. 
| Nom de l'escadron | Insigne | Surnom           | Date de mise en service | Commandement supérieur | Station                             |
| ----------------- | ------- | ---------------- | ----------------------- | ---------------------- | ----------------------------------- |
| 2nd LAAD Bn       |         | Mort d'en bas    | 26 février 1969         | MACG-28, 2e MAW        | MCAS Cherry Point, Caroline du Nord |
| 3rd LAAD Bn       |         | Sentez la piqûre | 20 juin 1982            | MACG-38, 3e MAW        | MCAS Camp Pendleton, Californie     |

### Escadrons / détachements de soutien de l'escadre des Marines
Le MWSS fournit tout le soutien au sol de l'aviation au MAG. Ce soutien comprend:  
- les opérations de l'aérodrome  
- les communications (moins les services de contrôle de la circulation aérienne) 
- le transport automobile 
- les services du génie et de l'approvisionnement (y compris le carburant en vrac et le ravitaillement des avions) 
- les services à l'aviation hors approvisionnement  

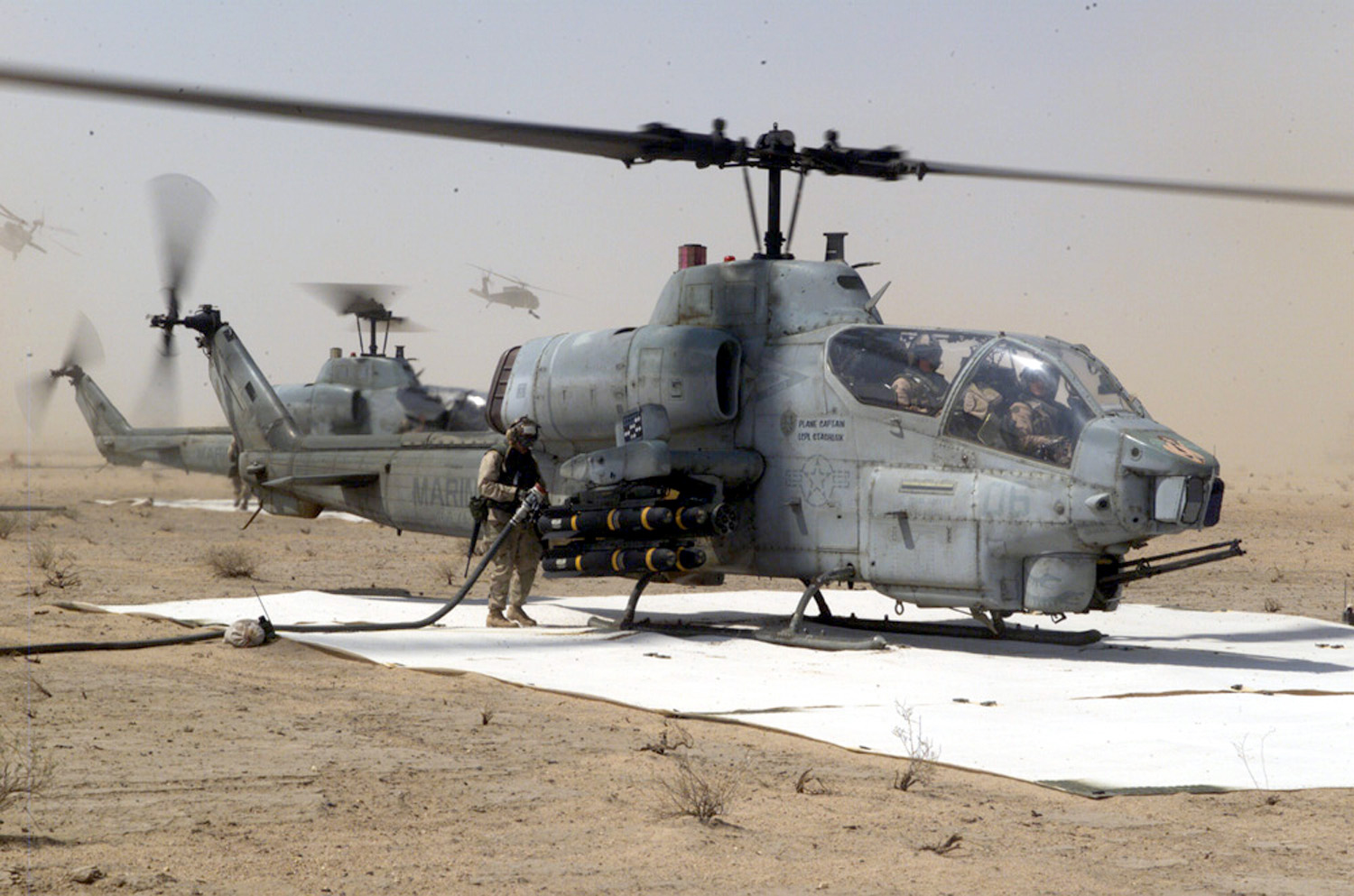
Les Marines ravitaillent un hélicoptère AH-1W

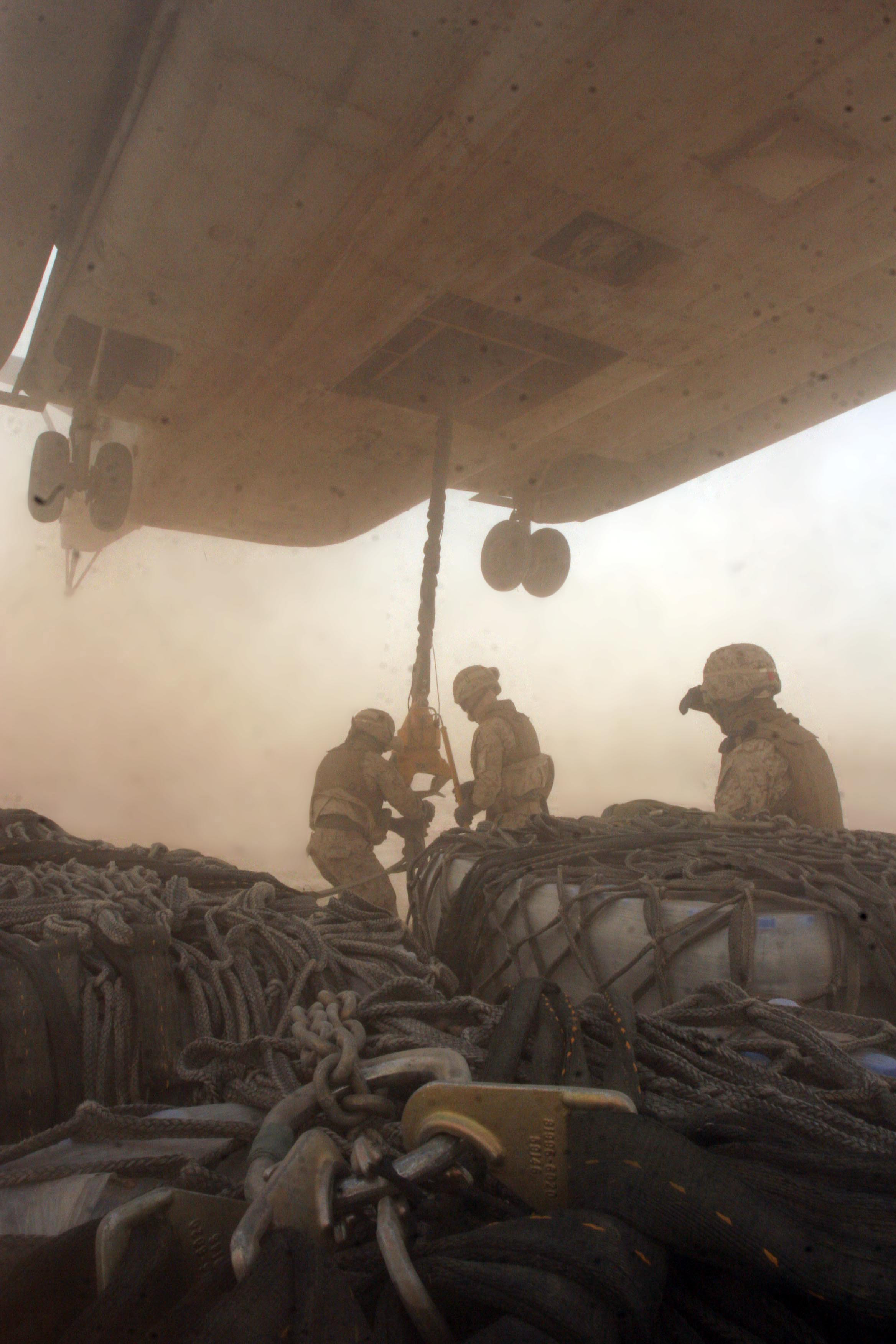
Marines effectuer un ravitaillement vertical

- l'entretien de l'équipement 
- la sécurité locale 
- les services médicaux  
- les services alimentaires 
| Nom de l'escadron | Insigne | Surnom                             | Date de mise en service | Commandement supérieur | Garnison                            |
| ----------------- | ------- | ---------------------------------- | ----------------------- | ---------------------- | ----------------------------------- |
| MWSD-24           |         | Gryphons                           | 24 avr 2013             | MAG-24, 1er MAW        | MCAS Kaneohe Bay, Hawaï             |
| MWSS-171          |         | Escadron américain                 | 16 avril 1979           | MAG-12, 1er MAW        | MCAS Iwakuni, Japon                 |
| MWSS-172          |         | Firebirds                          | 16 juin 1986            | MAG-36, 1er MAW        | MCAS Futenma, Okinawa, Japon        |
| MWSS-271          |         | Cheval de bataille de l'escadrille | 6 juin 1986             | MWSG-27, 2e MAW        | MCAS Cherry Point, Caroline du Nord |
| MWSS-272          |         | Intouchables                       | 26 février 1969         | MWSG-27, 2e MAW        | MCAS New River, Caroline du Nord    |
| MWSD-273          |         | Sweathogs                          | 13 juin 1986            | MWSG-27, 2e MAW        | MCAS Beaufort, SC                   |
| MWSS-274          |         | Hommes de fer                      | 2 juin 1986             | MWSG-27, 2e MAW        | MCAS Cherry Point, Caroline du Nord |
| MWSS-371          |         | Requins de sable                   | 2 juin 1986             | MWSG-37, 3e MAW        | MCAS Yuma, AZ                       |
| MWSS-372          |         | Diamondbacks                       | 1er juillet 1977        | MWSG-37, 3e MAW        | MCAS Camp Pendleton, Californie     |
| MWSS-373          |         | Support Ace                        | 1er avril 1967          | MWSG-37, 3e MAW        | MCAS Miramar, Californie            |
| MWSS-374          |         | Rhinos                             | 1er avril 1999          | MWSG-37, 3e MAW        | MCAGCC Twentynine Palms, Californie |
| MWSS-471          |         |                                    |                         | MAG-41, 4e MAW         | Minneapolis, MN                     |
| MWSS-472          |         | AGS-Dragons                        | 1er octobre 1988        | MAG-49, 4e MAW         | NAS JRB Willow Grove, Pennsylvanie  |
| MWSS-473          |         | Gargouille                         | 1er juillet 1963        | MAG-41, 4e MAW         | MCAS Miramar, Californie            |

### Quartier général et escadrons de quartier général
Un H&HS (Headquarter & Headquarter Squadron) comprend généralement le groupe du quartier général (le général commandant, le chef des opérations et l'état-major de base), le quartier général de l'escadron (commandant et personnel), les affaires publiques, la planification et l'entretien des installations, les bureaux d'hébergement et de logement, le groupe transport de la base, le contrôle de la circulation aérienne, la météorologie, le carburants et munitions, ainsi que les autres services de soutien à l'aviation, sauvetage et lutte contre les incendies d'aéronefs, section prévôtale, bureau du juge-avocat de la base, aumônier de la base, centre médical des Marines et service communautaire du Marine Corps, qui héberge généralement des services tels qu'un Marine Corps Exchange (MCX) (c.-à-d. Échange de poste), commissaire, station-service, salon de coiffure, pressing, bibliothèque, théâtre, terrain de golf, centre de bowling, fitness, loisirs, artisanat et centres de réparation automobile, piscine, clubs des sous-officiers, des officiers, services familiaux, programme des Marines célibataires et autres fournisseurs de services personnels. 
| Nom de l'escadron                                                                         | Insigne | Surnom             |
| ----------------------------------------------------------------------------------------- | ------- | ------------------ |
| Quartier général et escadron de quartier général, Marine Corps Air Station Beaufort       |         | Renards des marais |
| Quartier général et escadron de quartier général, Marine Corps Air Station Cherry Point   |         |                    |
| Quartier général et escadron de quartier général, Marine Corps Air Station New River      |         |                    |
| Quartier général et escadron de quartier général, Marine Corps Air Station Camp Pendleton |         | Débandade          |
| Quartier général et escadron de quartier général, Marine Corps Air Station Miramar        |         |                    |
| Quartier général et escadron de quartier général, Marine Corps Air Station Yuma           |         | Gardiens           |
| Quartier général et escadron de quartier général, Marine Corps Air Station Iwakuni        |         | Torii              |
| Quartier général et escadron de quartier général, Marine Corps Air Station Futenma        |         | la magie           |

### Compagnies de logistique de combat
Les compagnies de logistique de combat, bien que subordonnées à un groupe de logistique des marines, fournissent un soutien logistique au sol intermédiaire aux unités aéronautiques, y compris l'approvisionnement et la maintenance au-delà des capacités organiques. Toutes les bases aériennes des Marines qui ne sont pas à proximité d'un groupe de logistique maritime ont une compagnie de logistique. 

## Unités inactives
Les escadrons sont répertoriés par leur dernière désignation . 

### Escadrons d'alerte aériens
| Nom de l'escadron                   | Date d'activation  | Date de désactivation |
| ----------------------------------- | ------------------ | --------------------- |
| Escadron d'avertissement aérien 2   | 1er septembre 1943 | 15 février 1946       |
| Escadron d'avertissement de l'air 3 | 12 octobre 1943    | 15 octobre 1945       |
| Escadron d'avertissement aérien 4   | 12 octobre 1943    | 31 octobre 1945       |
| Escadron d'avertissement d'air 6    | 1er janvier 1944   | 28 février 1946       |
| Escadron d'avertissement d'air 8    | 1er mars 1944      | 12 mars 1946          |
| Escadron d'avertissement d'air 9    | 1er avril 1944     | 9 décembre 1945       |
| Escadron d'avertissement d'air 14   | 1er juin 1944      | 30 novembre 1945      |

### Escadrons d'assaut aérien
| Nom de l'escadron                          | Date d'activation | Date de désactivation |
| ------------------------------------------ | ----------------- | --------------------- |
| Escadron d'avertissement d'air d'assaut 5  | 1 décembre 1943   | 10 novembre 1944      |
| Escadron d'avertissement d'air d'assaut 10 | 1er janvier 1944  | 10 novembre 1944      |
| Escadron d'avertissement d'air d'assaut 15 | 1er février 1944. | 10 novembre 1944      |
| Escadron d'avertissement d'air d'assaut 20 | 1er mars 1944     | 10 novembre 1944      |

### Unités de contrôle de l'appui aérien de la Force
| Nom de l'escadron                                                | Date d'activation | Date de désactivation |
| ---------------------------------------------------------------- | ----------------- | --------------------- |
| Unité de contrôle du soutien aérien de la Force d'atterrissage 1 | Novembre 1944     | 10 septembre 1945     |
| Unité de contrôle de l'appui aérien de la Force d'atterrissage 2 | Janvier 1945      | 11 septembre 1945     |
| Unité de contrôle de l'appui aérien de la Force d'atterrissage 3 | Janvier 1945      | 6 mars 1946           |
| Unité de contrôle de l'appui aérien de la Force d'atterrissage 4 | Février 1945      | 19 novembre 1945      |

### Bataillons de missiles anti-aériens légers
| Nom de l'escadron                             | Insigne | Surnom      | Date d'activation | Date de désactivation |
| --------------------------------------------- | ------- | ----------- | ----------------- | --------------------- |
| 1er Bataillon de missiles anti-aériens légers |         | Goldenhawks | 20 juillet 1937   | 11 juillet 1997       |
| 2e Bataillon léger de missiles antiaériens    |         | Blackhawks  | 1 août 1960       | 1er septembre 1994    |
| 3e Bataillon de missiles antiaériens légers   |         | Terriers    | 19 décembre 1938  | 30 septembre 1994     |
| 4e Bataillon de missiles anti-aériens légers  |         |             | 1er décembre 1961 | 1er octobre 1997      |
| 5e Bataillon de missiles anti-aériens légers  |         |             | 1er juillet 1966  | 31 janvier 1969       |

### Bataillons de défense aérienne de basse altitude
| Nom de l'escadron                                 | Insigne | Surnom        | Date d'activation | Date de désactivation |
| ------------------------------------------------- | ------- | ------------- | ----------------- | --------------------- |
| 1ère batterie Stinger                             |         | Mort d'en bas | 1er juillet 1982  | 28 septembre 2007     |
| 4e Bataillon de défense aérienne à basse altitude |         |               | 1er octobre 1972  | Mars 2005             |

### Escadrons de base aérienne des Marines
| Nom de l'escadron                      | Insigne | Surnom | Date d'activation | Date de désactivation |
| -------------------------------------- | ------- | ------ | ----------------- | --------------------- |
| Escadron de base aérienne marine 11    |         |        |                   |                       |
| Escadron de base aérienne marine 12    |         |        |                   |                       |
| Escadron de base aérienne marine 13    |         |        |                   |                       |
| Escadron de base aérienne marine 14    |         |        |                   |                       |
| Escadron de base aérienne marine 15    |         |        |                   |                       |
| Escadron de base aérienne marine 16    |         |        |                   |                       |
| Escadron de base aérienne marine 17    |         |        |                   |                       |
| Escadron de base aérienne marine 24    |         |        |                   |                       |
| Escadron de base aérienne marine 26    |         |        |                   |                       |
| Escadron de base aérienne marine 27    |         |        |                   |                       |
| Escadron de base aérienne marine 29    |         |        |                   |                       |
| Escadron de la base aérienne marine 31 |         |        |                   |                       |
| Escadron de base aérienne marine 32    |         |        |                   |                       |
| Escadron de base aérienne marine 33    |         |        |                   |                       |
| Escadron de base aérienne marine 35    |         |        |                   |                       |
| Escadron de base aérienne marine 36    |         |        |                   |                       |
| Escadron de la base aérienne marine 42 |         |        |                   |                       |
| Escadron de base aérienne marine 46    |         |        |                   |                       |
| Escadron de base aérienne marine 49    |         |        |                   |                       |

### Quartier général et escadrons de maintenance et de logistique de l'aviation des Marines
| Nom de l'escadron | Insigne | Surnom | Date d'activation | Date de désactivation |
| ----------------- | ------- | ------ | ----------------- | --------------------- |
| H &amp; MS-15     |         |        |                   |                       |
| H &amp; MS-17     |         |        |                   |                       |
| H &amp; MS-20     |         |        |                   |                       |
| H &amp; MS-25     |         |        |                   |                       |
| H &amp; MS-27     |         |        |                   |                       |
| H &amp; MS-30     |         |        | 20 janvier 1966   | 31 mars 1972          |
| MALS-32           |         |        |                   | 1993                  |
| H &amp; MS-33     |         |        |                   |                       |
| H &amp; MS-37     |         |        |                   |                       |
| MALS-40           |         |        |                   |                       |
| MALS-46           |         |        |                   | 2009                  |
| H &amp; MS-56     |         |        | 31 janvier 1967   | 15 juillet 1971       |

### Escadrons de contrôle aérien des Marines
| Nom de l'escadron                           | Insigne | Surnom             | Date d'activation  | Date de désactivation |                                   |
| ------------------------------------------- | ------- | ------------------ | ------------------ | --------------------- | --------------------------------- |
| MACS-3                                      |         |                    | 1er mai 1944       | 1er juillet 1970      |                                   |
| MACS-5                                      |         |                    | 1er juin 1944      | 11 juin 1993          |                                   |
| MACS-6                                      |         | Chiens de garde    | 10 août 1944       | 9 décembre 1998       |                                   |
| MACS-7                                      |         | La main directrice | 1er février 1944.  | 30 septembre 1998     |                                   |
| MACS-8                                      |         |                    | 1er septembre 1944 | 15 juin 1971          |                                   |
| MACS-9                                      |         |                    | 31 mai 1952        | 1er juillet 1971      |                                   |
| MACS-15 (NAS Atlanta, GA)                   |         |                    | 1er novembre 1946  |                       |                                   |
| MACS-16 (NAS Minneapolis, MN)               |         |                    | 1 décembre 1946    |                       |                                   |
| MACS-17 (NASJRB Willow Grove, Pennsylvanie) |         |                    | 1er février 1947   | 31 décembre 1973      |                                   |
| MACS-18 (NAS Los Alamitos, Californie)      |         |                    | 1 février 1946     |                       |                                   |
| MACS-19 (NAS Groose Ile, MI)                |         |                    | 1er avril 1947     |                       |                                   |
| MACS-20 (NASJRB Dallas, TX)                 |         |                    | 16 mai 1947        |                       |                                   |
| MACS-21 (NAS South Weymouth, MA)            |         |                    | 15 mai 1947        | 1er avril 1967        | MASS-6 porte la lignée de MACS-21 |
| MACS-22 (NAS Glenview, IL)                  |         |                    | 30 juin 1947       | 3 avril 1967          |                                   |
| MACS-23 (Aurora, CO)                        |         |                    | 16 octobre 1949    | 16 septembre 2012     |                                   |
| MACS-25 (NAS Columbus, OH)                  |         |                    |                    |                       |                                   |

### Escadrons de soutien aérien des Marines
| Nom de l'escadron | Insigne | Surnom | Date d'activation | Date de désactivation |
| ----------------- | ------- | ------ | ----------------- | --------------------- |
| MASS-4            |         |        | 1er juillet 1962  | 28 février 1989       |
| MASS-5            |         |        | 1er août 1966     | 28 novembre 1969      |

### Unités de contrôle du trafic aérien des Marines
| Nom de l'escadron | Emplacement                          | Insigne | Surnom | Date d'activation  | Date de désactivation | Remarques                                                                             |
| ----------------- | ------------------------------------ | ------- | ------ | ------------------ | --------------------- | ------------------------------------------------------------------------------------- |
| MATCU-60          | MCAS Iwakuni                         |         |        |                    | 1 oct. 1978           | Remplacé par MATCS-18 Détachement A                                                   |
| MATCU-61          | MCAS Cherry Point                    |         |        | 11 septembre 1953  | 23 avril 1976         | Remplacé par MATCS-28                                                                 |
| MATCU-62          |                                      |         |        |                    | 1 oct. 1978           | Remplacé par MATCS-18 Détachement A                                                   |
| MATCU-63          | MCAS Beaufort                        |         |        | 8 septembre 1953   | 23 avril 1976         | Remplacé par MATCS-28 Détachement A                                                   |
| MATCU-64          | MCAS New River                       |         |        |                    | 23 avril 1976         | Remplacé par MATCS-28                                                                 |
| MATCU-65          | MCAS Yuma                            |         | 65 ans | 1953               | 27 avril 1976         | Remplacé par MATCS-38                                                                 |
| MATCU-66          | MCAS Futenma                         |         |        |                    | 1 oct. 1978           | Remplacé par MATCS-18                                                                 |
| MATCU-67          | MCAS Santa Ana                       |         |        |                    |                       | Remplacé par                                                                          |
| MATCU-68          | MCAF Quantico                        |         |        |                    | 23 avril 1976         | Remplacé par MATCS-28                                                                 |
| MATCU-69          | MCAS Beaufort                        |         |        |                    | 23 avril 1976         | Remplacé par MATCS-28                                                                 |
| MATCU-70          | Marine Corps Air Station Kaneohe Bay |         |        |                    | 1 oct. 1978           | Remplacé par MATCS-18 Détachement B                                                   |
| MATCU-71          | NAS Memphis                          |         |        |                    | 31 mai 1980           | Remplacé par MATCS-48 Det A                                                           |
| MATCU-72          | NAS Alameda                          |         |        | 1er septembre 1962 | 31 mai 1980           | Remplacé par MATCS-48 Det B & C                                                       |
| MATCU-73          | Naval Air Station South Weymouth     |         |        | 1er juin 1950      | 31 mai 1980           | Transporte la lignée de MACS-26. L'unité est devenue MATCS-48 Det D le 1er juin 1980. |
| MATCU-74          | MCAS Santa Ana                       |         |        |                    |                       | Remplacé par                                                                          |
| MATCU-75          | MCAS Santa Ana                       |         |        | 31 décembre 1968   |                       | Remplacé par                                                                          |

### Escadrons de contrôle du trafic aérien des Marines
| Nom de l'escadron | Insigne | Surnom                 | Date d'activation | Date de désactivation |                                                                                 |
| ----------------- | ------- | ---------------------- | ----------------- | --------------------- | ------------------------------------------------------------------------------- |
| MATCS-18          |         |                        | 1er octobre 1978  | 30 septembre 1994     |                                                                                 |
| MATCS-28          |         | Sentinelles intrépides | 23 avril 1976     | 22 juillet 1994       |                                                                                 |
| MATCS-38          |         |                        | 27 avril 1976     | 30 septembre 1994     |                                                                                 |
| MATCS-48          |         |                        | 1er juin 1980     | 30 septembre 1994     | Det A désactivé, Det B est devenu MACS-24 Det A, Det C est devenu MACS-24 Det B |

### Escadrons de soutien des escadrilles des Marines
| Nom de l'escadron | Insigne | Surnom     | Date de désactivation |
| ----------------- | ------- | ---------- | --------------------- |
| MWSS-173          |         | Gryphons   | 4 mars 1993           |
| MWSS-174          |         | Centurions | 8 septembre 1994      |

## Voir également
- United States Marine Corps aviation
- Liste des groupes d'avions du Corps des Marines des États-Unis
- Liste des escadrons d'avions du Corps des Marines des États-Unis actifs
- Liste des escadrons d'aéronefs du Corps des Marines des États-Unis inactifs
- Liste des bataillons du Corps des Marines des États-Unis
- Liste des installations du Corps des Marines des États-Unis